# Блејк Лајвли
Блејк Елендер Лајвли (енгл. Blake Ellender Lively; Лос Анђелес, 25. август 1987) америчка је глумица. Позната је по улози Серене ван дер Вудсен у серији Трачара (2007—2012).

## Младост
Рођена је под именом Блејк Елендер Браун 25. августа 1987. године у Тарзани која је део Лос Анђелеса, Калифорнија. Њена мајка, Елејн, радила је као учитељ за таленте, а њен отац, Ерни Лајвли, био је глумац. Блејк је добила име по брату своје бабе. Има енглеског, ирског и немачког порекла.
Има старијег брата, Ерика Лајвли, две полусестре, Лори Лајвли и Боби Лајвли и полубрата, Џејсона Лајвли. Њене полусестре и полубрат су из претходног брака њене мајке. Оба њена родитеља и сви браћа и сестре су, или су били, у филмској индустрији.
Током њеног детињства, водили су је на часове глуме где су они раније били зато што нису желели да је оставе са бебиситером. Блејк је изјавила да док је гледала своје родитеље како је уче глумом да је научила „бушилице” и да је добила самопоуздање како је одрастала и улазила у забавну индустрију. Почела је своју глумачку каријеру са десет година, када је 1998. године глумила у филму Пешчани човек, који је режирао њен отац. Описала је своју улогу као „мали део”. На почетку није била заинтересована за глуму и желела је да иде на Универзитет у Станфорду.
Завршила је средњу школу у Барбенку, где је била председник одељења, навијачица и део шампионског хора. Њен брат Ерик питао је свог агента за таленте да је пријави на неколико аудиција током периода од пар месеци током лета. Од ових аудиција, добила је улогу Бриџет у Сестре по фармеркама и снимила је сцене између прве и последње године.

## Филмографија
| Улоге на филму      |                        |               |                                    |                           |
| Година              | Српски назив           | Изворни назив | Улога                              | Напомена                  |
| 1998.               | Пешчани човек          |               | Трикси/Вила Зубићка                |                           |
| 2005.               | Сестре по фармеркама   |               | Бриџет Вриленд                     |                           |
| 2006.               | Прихваћено             |               | Моника Морленд                     |                           |
| 2006.               | Сајмон каже            |               | Џени                               |                           |
| 2007.               | Елвис и Анабел         |               | Анабел Леј                         |                           |
| 2008.               | Сестре по фармеркама 2 |               | Бриџет Вриленд                     |                           |
| 2008.               | Њујорк, волим те       |               | Габријел ди Марко                  |                           |
| 2009.               | Приватни живот Пипе Ли |               | млада Пипа Ли                      |                           |
| 2010.               | Град лопова            |               | Кристина „Крис” Колин              |                           |
| 2011.               | Зелени фењер           |               | Карол Ферис                        |                           |
| 2011.               | Сељак                  |               | Гленда                             |                           |
| 2011.               | Дивљаци                |               | Офелија „О” Сејџ                   |                           |
| 2015.               | Безвременска Адалајн   |               | Адалајн Бауман                     |                           |
| 2016.               | Опасност из дубине     |               | Ненси Адамс                        |                           |
| 2016.               | Кафе друштва           |               | Вероника Хајнс                     |                           |
| 2017.               | Све што видим си ти    |               | Ђина                               |                           |
| 2018.               | Слатка мала тајна      |               | Емили Нилсон/Хоуп и Фејт Макланден |                           |
| 2019.               | Постајати Пикачу       |               |                                    | кратки филм               |
| 2019.               | Супругова тајна        |               | Сесилија Фицпатрик                 |                           |
| 2020.               | Ритам секција          |               | Стефани Патрик                     |                           |
| 2024.               | Дедпул и Вулверин      |               | Леди Дедпул                        |                           |
| 2024.               | Са нама се завршава    |               | Лили Блум                          |                           |
| Улоге на телевизији |                        |               |                                    |                           |
| 2007—2012.          | Трачара                |               | Серена ван дер Вудсен              | главна улога, 121 епизода |
| 2008, 2009, 2017.   | Уживо суботом увече    |               | Скит, водитељ, Скит                | епизоде 638, 666, 828     |